# Colonhés e Champsniers
Colonhés e Champs Niers (en francès Coulounieix-Chamiers) és un municipi francès situat al departament de la Dordonya i a la regió de la Nova Aquitània.

## Demografia
| 1962                                       | 1968  | 1975  | 1982  | 1990  | 1999  | 2007  |
| ------------------------------------------ | ----- | ----- | ----- | ----- | ----- | ----- |
| 5.816                                      | 7.421 | 8.169 | 8.250 | 8.403 | 8.114 | 8.360 |
| Des de 1962: població sense dobles comptes |       |       |       |       |       |       |

## Administració
| Període   | Identitat             | Partit        |
| --------- | --------------------- | ------------- |
| 1989-2008 | Michel Dasseux        | PS            |
| 2008-     | Jean-Pierre Roussarie | Divers gauche |

## Agermanaments
- Venta de Baños
- Portlaoise